# آل موسى (قبيلة)
آل موسى: قبيلة عربية، تسكن محافظة محايل في غرب منطقة عسير. يحدها شمالا الريش وآل دريب، وشرقا الريش وبني ثوعة، وجنوبا بني ثوعة، وغربا آل مسهر، ولهذه القبيلة فرعين هما آل ذيب والصوالحة يسكنون منفصلين عن بلاد القبيلة في مركز سعيدة الصوالحة.وهي من القبائل التي شاركت في دعوة الإمام محمد بن عبد الوهاب، وكانت إلى جانب قبيلة بارق أول من بايع الإمام عبد العزيز بن محمد آل سعود في جنوب غرب الجزيرة العربية، وقد تعرضت مدينتهم محايل لخراب كبير من قبل جيش شريف مكة، غير أنها لم تتراجع عن بيعة الإمام.
جاء عنهم في  دليل العرب (1916 م):{{اقتباس مضمن|آل موسى مقرهم مدينة محايل والمنطقة التي حولها بنصف قطر يتراوح من خمسة إلى عشرة أميال. وهم مستقرون في معظمهم.

## قبائل آل موسى
ينقسم آل موسى إلى اثنتا عشرة قسما، هم كالآتي:
- آل النصب: يسكنون شمال محايل على مسافة ثمانية أكيل، وهم شمال آل فاهمة ويتجاورون، وبلادهم تمثل الحد الفاصل بين آل موسى وآل دريب من بارق.
- آل فاهمة: يسكنون شمال محايل على مسافة خمسة أكيال، في شرقي جبل ميران، وهم جنوب فخذ النصب، وغرب فخذ آل عامر.
- آل عامر: يسكنون شمال محايل على مسافة خمسة أكيل، وفي غربي جبل مسنة. ويجاورهم في المساكن آل فاهمة من الغرب.
- أهل المعش: مجموعة من الأسر تسكن قرية المعش الواقعة على مسافة ثلاثة أكيال من محايل، وهي جنوب آل فاهمة، وشمال حقو دارس.
- بنو دارس: ومساكن هذا الفخذ متناثرة، ولهم قرية منعزلة تدعى (المعصبية) في أقصى شمال آل موسى وفي الحدود مع قبيلة آل دريب، ولهم أيضا قرية منعزلة تدعى الحقو في جنوبي قرية المعش، وشرق ميران. ولهم قرى في غربي ميران على ضفاف وادي تية يتشاركون فيها البلاد مع آل عيسى.
- آل عيسى: يسكنون على ضفاف وادي تية في غربي محايل على مسافة ثمانية أكيال تقريبا. وقراهم في غربي جبل ميران، ويتشاركون البلاد مع بنو دارس تية.
- أهل الحجف: مجموعة من الأسر تسكن قرى تسمى الحجف في غربي محايل على مسافة خمسة أكيل، وتلك القرى جنوب آل عيسي، وغرب جبل الحيلة، وتلك القرى تعد آخر قرى آل موسى غربا بجاور آل مسهر.
- آل عقيل: يسكنون وسط مدينة محايل.
- آل قائد: يسكنون وسط مدينة محايل.
- الزعبة: يسكنون وسط مدينة محايل، ومن فروعهم آل مسعود.
- الصوالحة: يسكنون في مركز سعيدة الصوالحة، بين كياد وعمق في وادي شفقة، وهم فرع كناني انضموا إلى آل موسى.[9]
- بني ذيب: يسكنون في شرق مركز سعيدة الصوالحة على مسافة عشرين كيلا، وهم فرع كناني انضموا إلى آل موسى.[10]